# Lycoming O-160
Lycoming O-160 war die Bezeichnung eines Projekts für einen Kolbenflugmotor des US-amerikanischen Herstellers Lycoming. Das Triebwerk sollte als luftgekühlter OHV-Viertakt-Boxermotor ausgeführt werden und über zwei Zylinder mit einer Bohrung von 130,2 mm und einem Hub von 98,4 mm verfügen. Der Hubraum hätte somit 2620 cm³ bzw. 160 inch³ betragen, was auch die Bezeichnung ergibt. 
Ein Modell des Triebwerks wurde 1985 auf dem Pariser Luftfahrtsalon sowie beim EAA AirVenture Oshkosh gezeigt. Gedacht war an die Verwendung in Experimentalflugzeugen. Zunächst war eine Zulassung vorgesehen, jedoch wurde das Projekt 1986 eingestellt.
Nach dem Baukastenprinzip  wurden Zylinder mit gleichen Maßen für Bohrung und Hub auch für andere Triebwerke des Herstellers verwendet, so für die Vierzylindermotoren Lycoming O-320, für die Sechszylinder Lycoming GO- und GSO-480. Alle diese Motoren wurden in größeren Stückzahlen gefertigt.